# Nuncia oconnori
Nuncia oconnori is een hooiwagen uit de familie Triaenonychidae.